# Gustav Höfken
Johann Wilhelm Gustav Höfken, 1867 geadelt zu Ritter von Höfken (* 14. Juni 1811 in Hattingen; † 14. Juli 1889 in Wien) war ein deutscher Journalist, Politiker und Nationalökonom sowie österreichischer Ministerialbeamter.

## Vormärz (bis März 1848)
Höfken besuchte die Hagener Gewerbeschule und war später in Köln und Koblenz Artillerieoffizier. Nebenbei studierte er Nationalökonomie. Nach einem Streit mit einem preußischen Regierungsrat wurde er 1835 in der Festung Ehrenbreitstein inhaftiert. Nach seiner Freilassung ging er nach Spanien und kämpfte dort auf der Seite der Liberalen, Christinos genannt, in den Carlistenkriegen. Obwohl er in deren Generalstab berufen wurde, kehrte er nach Deutschland zurück und wurde ein antireaktionärer, politischer Journalist. Diese Tätigkeit brachte ihm 1838 erneut Verhaftung und Verurteilung ein und er wurde ausgewiesen. Im Jahr 1841 arbeitete Höfken in der Kölner Redaktion der "Rheinischen Zeitung" von Karl Marx. Anschließend ging er auf Reisen und arbeitete 1847 zeitweise in Augsburg bei der Cottaschen "Allgemeinen Zeitung". In diesem Blatt plädierte er zusammen mit Friedrich List für die Einheit Deutschlands. Außerdem entstanden in dieser Zeit einige Schriften wie: "Englands Machtentwicklung in Bezug auf Deutschland" (1846), "Vlämisch-Belgien" (1847).

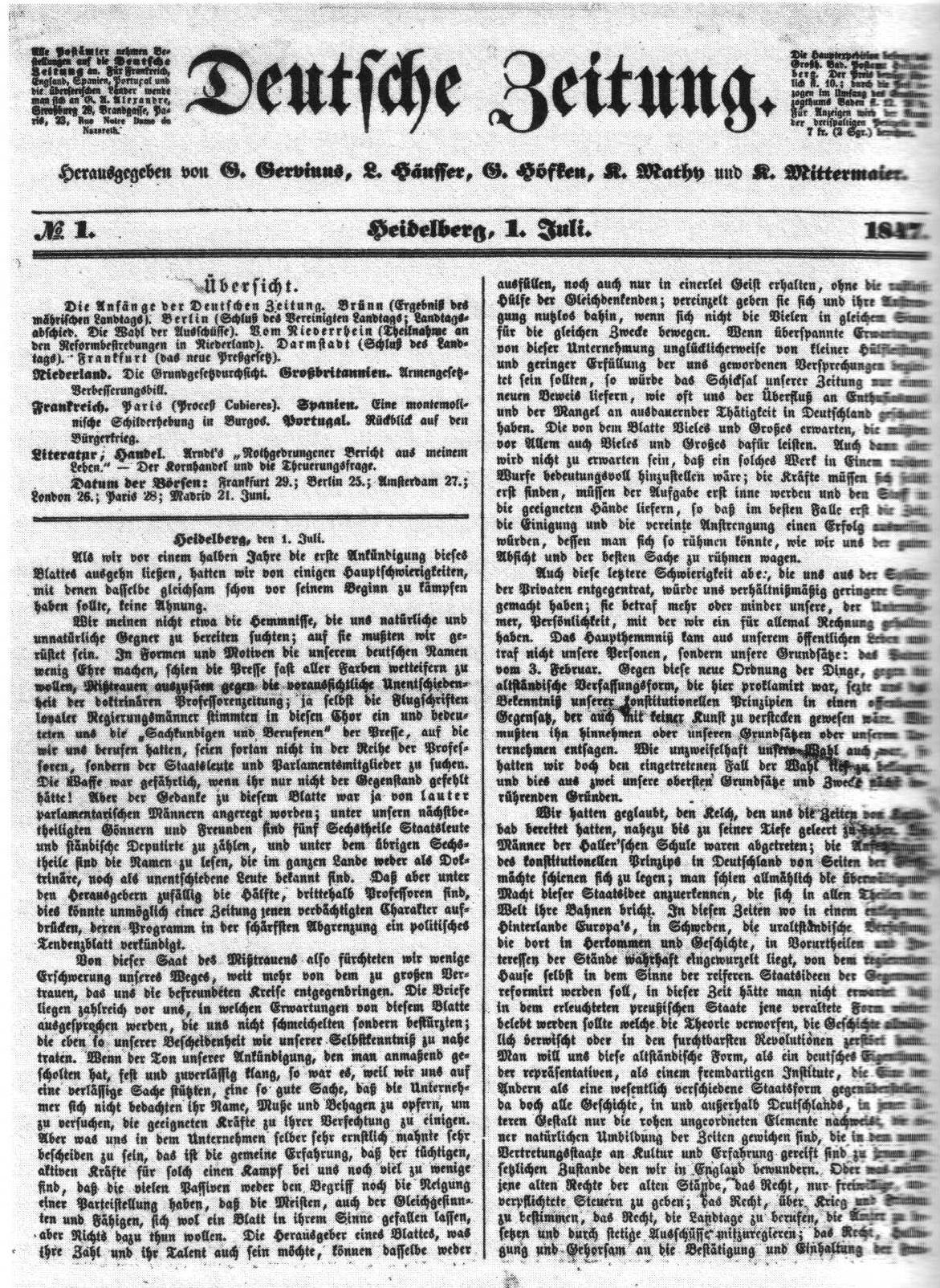
Erstausgabe der DZ mit Nennung Höfkens in der Herausgeberzeile

Im Jahr 1847 wurde Höfken Leiter der in Heidelberg erscheinenden "Deutschen Zeitung", in der er sich zusammen mit Georg Gottfried Gervinus und Friedrich Daniel Bassermann für ein einheitliches Deutschland auf konstitutioneller Grundlage einsetzte. Obwohl er auch Dozent an der dortigen Universität war, musste er für seinen Lebensunterhalt auch (wohl unter Pseudonym) noch Romane, Novellen und Dramen schreiben.

## Mitglied der Nationalversammlung 1848/49
Im Frühjahr 1848 kandidierte Höfken für die Frankfurter Nationalversammlung. Dabei erklärte er unter anderem: "Mein Wahlspruch ist: Freiheit und Ordnung, die deutsche Ordnung in Freiheit. Ein deutscher Bundesstaat, eine deutsche Volkskammer." 
Der Nationalversammlung gehörte er vom 24. Mai 1848 bis zum 30. Mai 1849 als Abgeordneter des 14. westfälischen Wahlkreises in Dortmund an. Als Mitglied der Fraktion Württemberger Hof galt Höfken in Frankfurt als Vertreter des "linken Zentrums", tat sich aber mit öffentlichen Debattenreden schwer. Allerdings hielt er ständigen Kontakt mit seinen Wählern und schrieb regelmäßig für den „Märkischen Sprecher“, dem Bochumer Kreisblatt.
1849 nahm er an der Gothaer Versammlung teil.

## Beamter im Wiener Finanzministerium
Nach der Revolution holte ihn der befreundete österreichische Handelsminister von Bruck nach Wien. Höfken wurde 1849 Sektionsrat im Finanzministerium und bereitete die geplante deutsch-österreichische Zollunion mit vor. Anschließend war er an verschiedenen Reformvorhaben etwa im Bereich der Gewerbe- und Finanzgesetzgebung sowie des Post- und Münzwesens beteiligt, lehnte aber eine Ernennung zum Finanzminister ab. Er wurde von Kaiser Franz Josef geadelt und ging 1868 in Pension. 
In den folgenden Jahren war er weiter als Autor tätig.

## Schriften

### Als Herausgeber
- Tirocinium eines deutschen Officiers in Spanien. Stuttgart, 1841.
- Volkswohl : Monatsschr. für sociale u. politische Reform 1/1849.

### Als Autor
- Der deutsche Zollverein in seiner Fortbildung. Cotta, Stuttgart und Tübingen 1842
- Englands Zustände, Politik und Machtentwicklung; mit Beziehung auf Deutschland. 2 Bde. Leipzig, 1846.
- Vlämisch-Belgien. 2 Bde., Bremen, 1847.
- Die österreichischen Finanzprobleme bezüglich Bank, Valuta und Deficit. Leipzig, 1862.
- Deutsche Auswanderung und Kolonisation im Hinblick auf Ungarn. Wien, 1850.